# Cassinia
Genre
Classification phylogénétique
Cassinia est un genre de plantes à fleurs de la famille des Astéracées (ou Composées). Ce sont des plantes pour la plupart originaires de l'hémisphère sud.
Elles portent le nom du botaniste français Alexandre de Cassini.

## Principales espèces
- Cassinia accipitrum
- Cassinia aculeata (Labill.) R.Br.
- Cassinia arcuata R.Br.
- Cassinia aureonitens N.A.Wakef.
- Cassinia collina C.T.White
- Cassinia compacta F.Muell.
- Cassinia complanata J.M.Black
- Cassinia copensis
- Cassinia cuneifolia A.Cunn. ex DC.
- Cassinia cunninghamii DC.
- Cassinia decipiens
- Cassinia denticulata R.Br.
- Cassinia diminuta
- Cassinia furtiva
- Cassinia heleniae
- Cassinia hewsoniae
- Cassinia laevis R.Br.
- Cassinia lepschii
- Cassinia leptocephala F.Muell.
- Cassinia longifolia R.Br.
- Cassinia macrocephala
- Cassinia maritima
- Cassinia monticola
- Cassinia nivalis
- Cassinia ochracea
- Cassinia ozothamnoides (F.Muell.)
- Cassinia quinquefaria R.Br.
- Cassinia rugata N.G.Walsh
- Cassinia retorta
- Cassinia scabrida
- Cassinia straminea (Benth.)
- Cassinia subtropica F.Muell.
- Cassinia tegulata
- Cassinia telfordii
- Cassinia tenuifolia Benth.
- Cassinia theodori F.Muell.
- Cassinia theresae Orchard
- Cassinia trinerva N.A.Wakef.
- Cassinia uncata A.Cunn.
- Cassinia venusta
- Cassinia wyberbensis

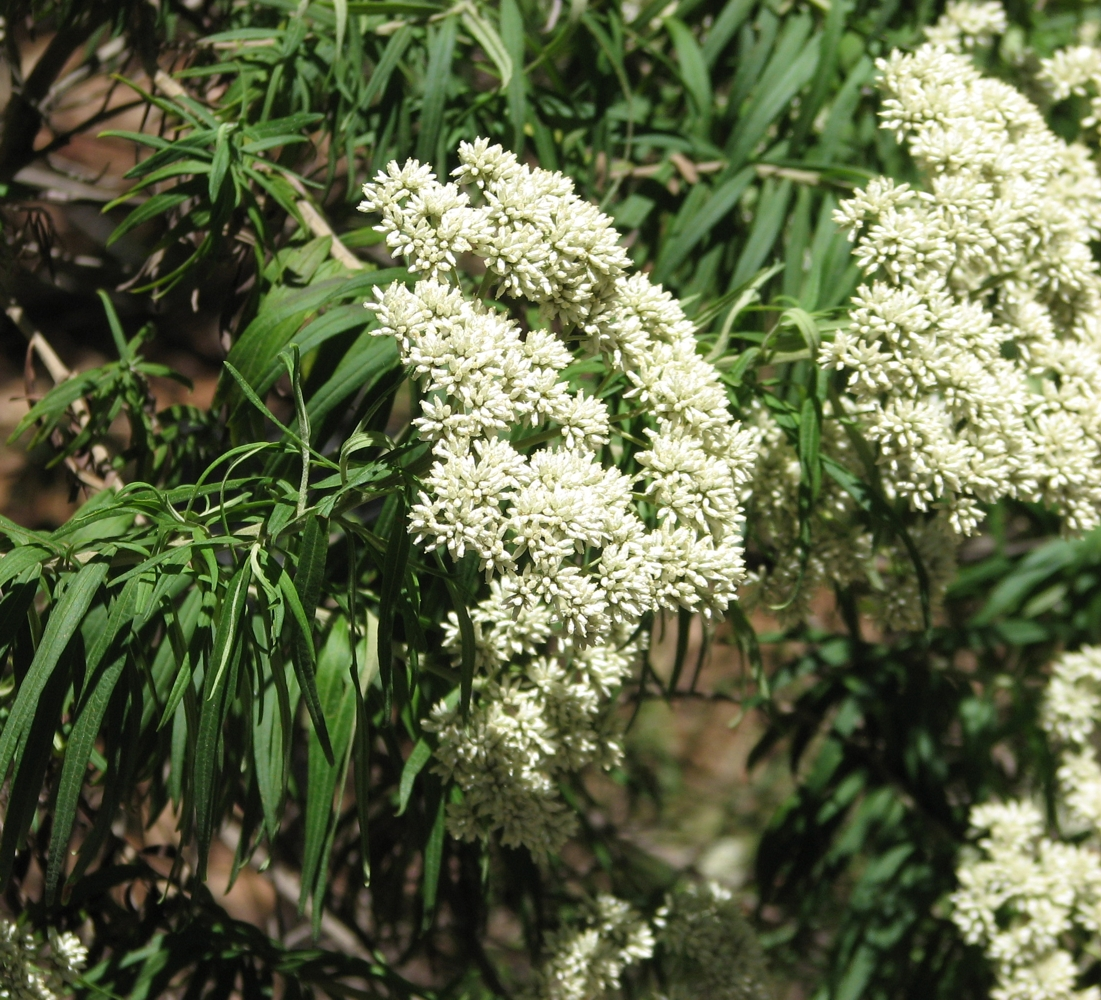
Cassinia trinerva.